# Waiblingen Challenger
Il Waiblingen Challenger è stato un torneo professionistico di tennis giocato su campi in terra rossa. Faceva parte dell'ATP Challenger Series. Si giocava annualmente a Waiblingen in Germania.

## Albo d'oro

### Singolare
| Anno | Campione       | Finalista       | Punteggio |
| ---- | -------------- | --------------- | --------- |
| 1987 | Alberto Tous   | Roland Stadler  | W/O       |
| 1988 | Roland Stadler | Frank Dennhardt | 6–4, 6–4  |

### Doppio
| Anno | Campioni                         | Finalisti                      | Punteggio |
| ---- | -------------------------------- | ------------------------------ | --------- |
| 1987 | Jaroslav Navrátil Mark Woodforde | Alex Antonitsch Peter Lundgren | 6–3, 7–5  |
| 1988 | Rikard Bergh Julian Barham       | Ugo Colombini Simone Colombo   | 6–4, 7–5  |